# Ahmad ibn Rustah
Ahmad ibn Rustah (en persa: احمد ابن رسته اصفهانی - Aḥmad ebn Roste Eṣfahānī) era un explorador y geógrafo persa del siglo X nacido en el distrito de Rosta en Isfahán, Irán
Escribió un compendio geográfico. La información sobre su ciudad natal, Isfahán es especialmente extensiva y valiosa. Ibn Rustah afirma que, mientras que para otras tierras tenía que depender de informes de segunda mano, a menudo adquiridos con gran dificultad y sin medios para comprobar su veracidad, para Isfahán podía usar su propia experiencia y observaciones o afirmaciones de otros que podían constatarse. Así, dejó una descripción de los veinte distritos (rostaq) de Isfahán que contiene detalles no encontrados en las obras de otros geógrafos. En cuanto a la ciudad en sí, nos relata que era perfectamente circular, con un perímetro de medio farsang y un centenar de torres de defensa y cuatro puertas.
Su información sobre pueblos no islámicos de Europa y Asia Interior hace de su obra una fuente útil para estas regiones oscuras (estaba al corriente incluso de la existencia de las islas británicas y la Heptarquía Anglosajona) y para la prehistoria de los turcos y otros pueblos de la estepa.
Viajó a Nóvgorod en el Rus de Kiev, y escribió libros en referencia a sus propios viajes, así como su conocimiento de segunda mano sobre los jázaros, los magiares, los eslavos, los búlgaros y otros pueblos. Escribió sobre Nóvgorod:
"Los habitantes del Rus, viven en una isla (Escandinavia) que se tarda tres días en circunnavegar y está cubierta de espesa maleza y bosques. Acosan a los eslavos, usando barcos para llegar hasta ellos; se los llevan como esclavos y los venden. No tienen campos, sino que viven de lo que sacan de las tierras de los eslavos. Cuando nace un hijo el padre se acerca al recién nacido, espada en mano, y tirándola dice, "No te dejaré ninguna propiedad, todo lo que tienes es lo que puedas conseguir con esta arma."
Su impresión del Rus es muy favorable:
"Llevan ropas limpias y los hombres se adornan con brazaletes y oro. Tratan bien a sus esclavos, que también llevan ropas exquisitas, ya que se esfuerzan mucho en el comercio. Tienen muchas ciudades. Tienen una actitud amistosa hacia los forasteros y extraños que buscan refugio."
Esto está en contraste con el relato de ibn Fadlan, cuya visión de la higiene (basada en la jurisprudencia sobre higiene islámica y el conocimiento médico islámico medieval) estaba en conflicto con la del Rus. A pesar de que anota que los Rus se peinaban y lavaban cada día, afirma que lo hacían con agua del mismo cubo (cosa que le disgusta personalmente). Ibn Fadlan también destaca que los esclavos no eran maltratados por los Rus.
De la antigua Croacia escribió en la crónica Al-Djarmi:
"Su rey es coronado... El mora entre los eslavos... Tiene el título de "gobernante de gobernantes" y es llamado "rey sagrado". Es más poderoso que el zupán (virrey), que es su representante... Su capital se llama Drzvab (Zagreb) donde se celebra una feria de tres días cada mes."
Sobre cierto rey del Cáucaso, Ibn Rustah escribió:
"Rezaba con los musulmanes el viernes, los sábados con los judíos, y los domingos con los cristianos. "Ya que cada religión proclama que es la única verdadera y que las otras son inválidas", explicaba el rey, " he decidido dividir mis apuestas".
También viajó mucho por Arabia y es uno de los primeros exploradores persas que describe la ciudad de Sana'a. En su Libro de Recuerdos Preciosos, escribe:
"Es en la ciudad de Yemen-; no se encuentra en la meseta o el Tihama o el Hijaz una ciudad mayor, más poblada o más próspera, de origen más noble o comida más deliciosa que esta. … San'a es una ciudad populosa con bonitas moradas, algunas más que otras, pero la mayoría de ellas están decoradas con yeso, ladrillos ahumados y piedras revestidas."